# Sarah Willis
Sarah Elizabeth Peel Willis (Bethesda, Maryland; 23 de febrero de 1968) es una intérprete de corno francés británica-estadounidense nacida en Estados Unidos. Es integrante de la Orquesta Filarmónica de Berlín, y es presentadora de programas de televisión y online sobre música clásica.

## Primeros años
Sarah Willis nació en Bethesda, Maryland, Estados Unidos, y creció entre las ciudades de Tokio, Boston, Moscú y Londres. Comenzó a tocar el corno francés a los 14 años y asistió al Departamento Junior del Royal College of Music. Más tarde se unió a la Guildhall School of Music and Drama, donde estudió con Anthony Halstead y Jeff Bryant. Tras mudarse a Berlín, estudió con Fergus McWilliam.
Willis es hermana de Alastair Willis, director musical y director musical de la Orquesta Sinfónica de South Bend, nominado al Grammy.

## Carrera
En 1991, Sarah Willis ocupó el puesto de segundo corno francés en la Ópera Estatal de Berlín bajo la dirección de Daniel Barenboim. Se unió a la Orquesta Filarmónica de Berlín en 2001, bajo la dirección de Simon Rattle, convirtiéndose en la primera mujer intérprete de metales de dicha orquesta. Ha interpretado con varias orquestas, incluidas la Orquesta Sinfónica de Chicago, la Orquesta Sinfónica de Londres y la Orquesta Sinfónica de Sydney . También interpreta regularmente con conjuntos de música de cámara.
Willis es presentadora en la estación de televisión alemana Deutsche Welle, donde presenta un programa titulado Sarah's Music. También entrevista a solistas y directores para la sala de conciertos digital de la Orquesta Filarmónica de Berlín, y fue mentora y presentadora de la Orquesta Sinfónica de YouTube en 2011, en Sídney. Trabaja con Zukunft@BPhil, el programa educativo de la Orquesta Filarmónica de Berlín, donde crea y presenta conciertos para toda la familia.
Willis es la presentadora de la serie regular en línea Horn Hangouts, que se transmite en vivo en su sitio web y se archiva en su canal de YouTube. La serie incluye entrevistas con músicos famosos, así como consejos para tocar el instrumento. Ella señala que la serie es para crear una comunidad en línea de intérpretes de corno francés de todo el mundo. Willis ha grabado varios discos como miembro de la Filarmónica de Berlín, como solista y como parte de conjuntos de cámara.
Willis fue nombrada miembro de la Orden del Imperio Británico (MBE) en los premios de cumpleaños de 2021 por sus servicios a la caridad y la promoción de la música clásica.